# Real Academia Española
La Real Academia Española (RAE) es una institución cultural española con sede en Madrid, España. Esta y otras veintitrés academias de la Lengua correspondientes a cada uno de los países donde se habla el español conforman la Asociación de Academias de la Lengua Española (ASALE).
Se dedica a la regularización lingüística mediante la promulgación de normativas dirigidas a fomentar la unidad idiomática dentro de los diversos territorios que componen el mundo hispanohablante y garantizar una norma común, en concordancia con sus estatutos fundacionales: «velar porque los cambios que experimente [...] no quiebren la esencial unidad que mantiene en todo el ámbito hispánico».
Fue fundada en 1713 por iniciativa del ilustrado Juan Manuel Fernández Pacheco, VIII duque de Escalona y marqués de Villena, a imitación de la Academia Francesa. Al año siguiente, el rey Felipe V aprobó su constitución y la colocó bajo su protección. En 1715 la Academia aprobó sus primeros estatutos.
Las directrices lingüísticas que propone se recogen en diversas obras. Las prioritarias son el Diccionario de la lengua española, abreviado DLE (art. 2.º de sus estatutos), editado periódicamente veintitrés veces desde 1780 hasta hoy; y la gramática (4.º), editada entre 2009 y 2011.Desempeña sus funciones en la sede principal, inaugurada en 1894, en la calle Felipe IV, 4, en el barrio de Los Jerónimos, y en el Centro de Estudios de la Real Academia Española y de la ASALE, en la calle Serrano 187-189, en 2007.

## Historia

### Fundación

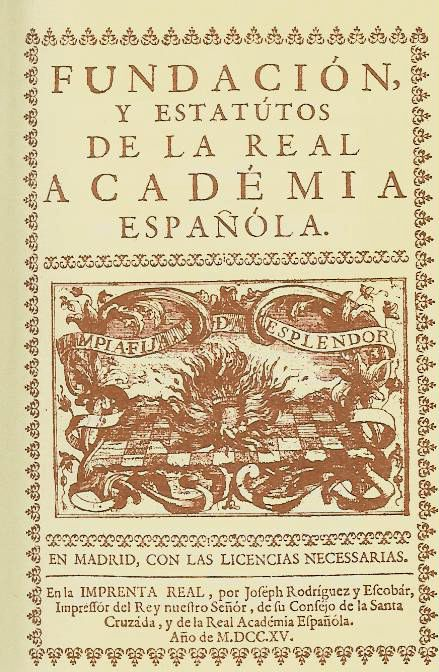
Portada de la primera edición de Fundación y estatutos de la Real Academia Española (1715).

En 1711 España, a diferencia de Francia, Italia y Portugal, no tenía un gran diccionario que contase con un repertorio lexicográfico comprehensivo y elaborado de forma colegiada. El núcleo inicial de la futura Academia lo formaron ese mismo año los ocho novatores que se reunían en la biblioteca del palacio madrileño de Juan Manuel Fernández Pacheco, situado en la plaza de las Descalzas Reales en Madrid.
La Real Academia Española fue fundada en 1713 por iniciativa de Juan Manuel Fernández Pacheco, VIII marqués de Villena y duque de Escalona, con el propósito de «fijar las voces y vocablos de la lengua castellana en su mayor propiedad, elegancia y pureza». El objetivo era fijar el idioma en el estado de plenitud que había alcanzado durante el siglo XVI y que se había consolidado en el XVII. Se tomaron como modelo para su creación la Accademia della Crusca italiana (1582) y la Academia Francesa (1635). La primera sesión oficial de la nueva corporación se celebró en la propia casa del marqués de Villena el 6 de julio de 1713, acontecimiento que se registra en el libro de actas, iniciado el 3 de agosto de 1713. Su creación, con veinticuatro sillas, fue aprobada el 3 de octubre de 1714 por Real Cédula de Felipe V, quien la acogió bajo su «amparo y Real Protección». Esto significaba que los académicos gozaban de las preeminencias y exenciones concedidas a la servidumbre de la Casa Real. Tuvo su primera sede en el número 26 de la calle de Valverde, de donde se trasladó a la de Alarcón esquina a Felipe IV, su sede definitiva.

### Lema

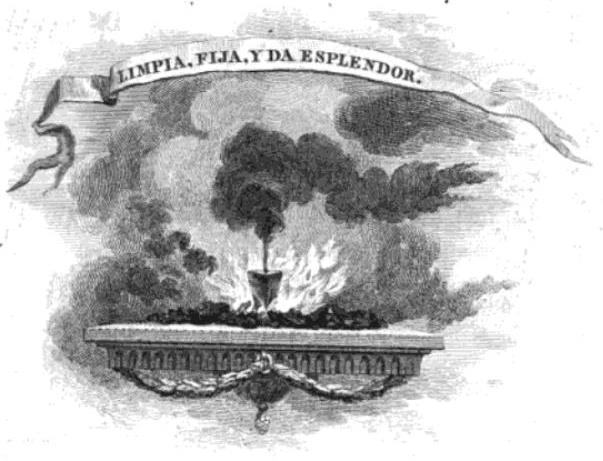
Ilustración con el lema de la Academia (edición de 1822).

En la conciencia, según la visión de la época, de que la lengua española había llegado a un momento de suma perfección, el propósito de la Real Academia fue «fijar las voces y vocablos de la lengua castellana en su mayor propiedad, elegancia y pureza». Se representó tal finalidad con un emblema formado por un crisol puesto al fuego, con la leyenda: «Limpia, fija y da esplendor». Nació, por tanto, la institución como un centro de trabajo eficaz, según decían los fundadores, «al servicio del honor de la nación».
Esta vocación de utilidad colectiva se convirtió en la principal seña de identidad de la Academia Española, diferenciándose de otras academias que habían proliferado en los siglos de oro y que estaban concebidas como meras tertulias literarias de carácter ocasional.

### Afianzamiento

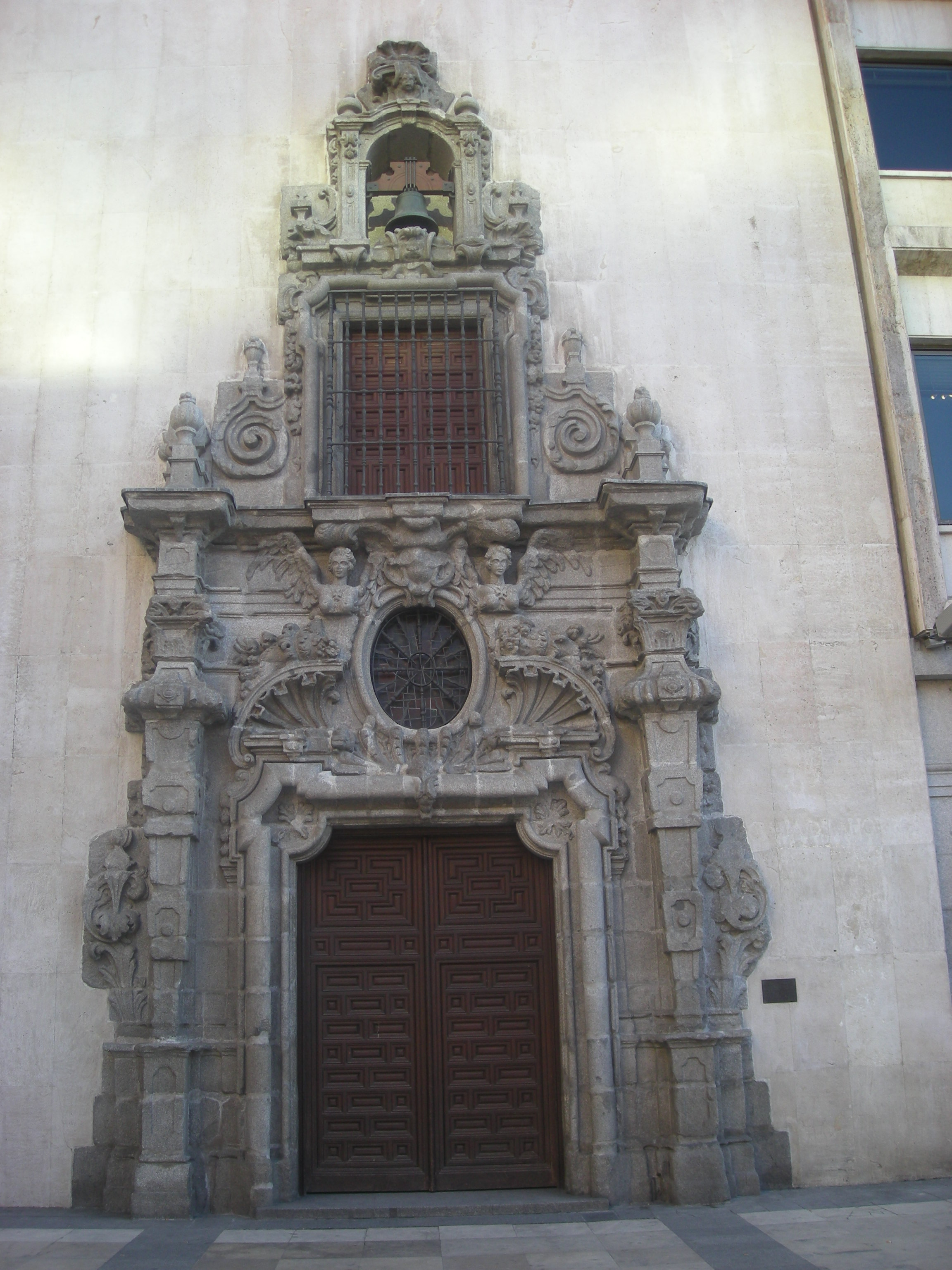
Fachada del Monte de Piedad de Madrid, junto al cual estuvo el antiguo Palacio del Marqués de Villena, primer lugar de reunión de la Real Academia.

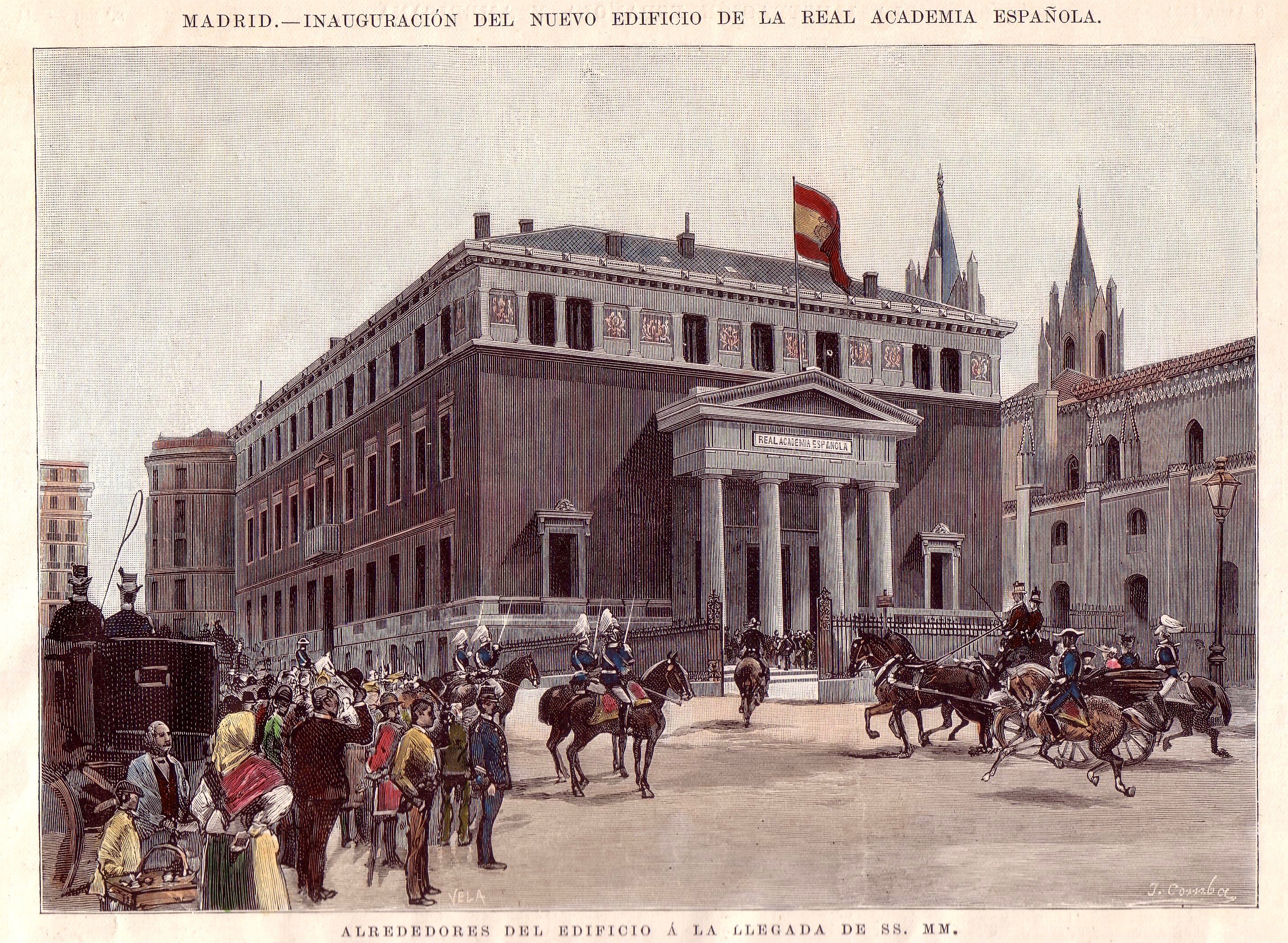
Inauguración del actual edificio de la Real Academia Española, 1894, en La Ilustración Española y Americana, dibujo de Juan Comba.

En 1723 se le concedieron al marqués 60 000 reales anuales para sus publicaciones. Fernando VI le permitió publicar sus obras y las de sus miembros sin censura previa.
En 1726 se publica el primer volumen del gran diccionario de la época (el Diccionario de autoridades) y, en 1741, el de ortografía (la Orthographía española). Y después, en 1771, una gramática.
En 1784 María Isidra de Guzmán y de la Cerda, primera mujer doctora por la Universidad de Alcalá, fue admitida como académica honoraria y, aunque pronunció su discurso de agradecimiento, no volvió a comparecer más. Se cuenta entre las primeras mujeres académicas del mundo. No volvió a haber otra académica mujer hasta la elección de Carmen Conde como académica de número en 1978.
En 1842 solicitaron un crédito de ochenta mil reales por dos años para financiar el nuevo diccionario a José Nicasio Gallego, que era el secretario de la propia Real Corporación. Mediante dicho préstamo la Academia hipotecó todos sus bienes. En 1847 se pudo saldar la hipoteca.
En 1848 la Academia reformó su organización por medio de unos nuevos estatutos, aprobados por Real Decreto. Sucesivos reales decretos (1859, 1977, 1993) aprobaron nuevas reformas.

### Academias nacionales
Tras la independencia de los países americanos, la Real Academia Española promovió el nacimiento de academias correspondientes en cada una de las jóvenes repúblicas hispanoamericanas. Esta decisión estuvo motivada por la idea central del movimiento llamado panhispanismo o hispanoamericanismo, según la cual los ciudadanos de todas las naciones de matriz española tienen por patria común una misma lengua, el español, y comparten el patrimonio de una misma literatura. A pesar de que hubo precedentes de academias nacionales creadas con independencia de la española, como la Academia de la Lengua de México (1835), que se disolvió para dar paso a la correspondiente Academia Mexicana de la Lengua (1875), y de que alguna de las academias americanas, como la Academia Argentina de Letras (1931), no tuvo vinculación estatutaria con la RAE hasta fundarse la ASALE, desde 1870 se establecieron en América diversas academias hispanoamericanas subordinadas estatutariamente a la RAE, a las que se llamó correspondientes por mantener con la academia matriz una relación por correspondencia postal. A ellas se añadieron la Academia Argentina de Letras, la Academia Filipina de la Lengua Española, la Academia Norteamericana de la Lengua Española y la Academia Ecuatoguineana de la Lengua Española. Estas veintidós academias, que tienen igual rango y condiciones que la RAE, constituyen con ella la Asociación de Academias de la Lengua Española (ASALE), fundada en 1951 en el marco del I Congreso de Academias celebrado en México.
La ASALE es el órgano de colaboración de todas ellas en la promoción de una política lingüística panhispánica. Esta política, plasmada en numerosos proyectos de trabajo conjunto, fue galardonada en el año 2000 con el Premio Príncipe de Asturias de la Concordia, concedido a la Real Academia Española, junto con la Asociación de Academias de la Lengua Española.

Los países con una academia de la lengua española.

### Una nueva visión
El 20 de octubre de 1993 se constituyó la Fundación pro Real Academia Española, entidad que tiene como finalidad atraer recursos económicos para la financiación de las actividades e iniciativas de la Academia. Está regida por un patronato, cuya presidencia de honor corresponde al rey de España, la presidencia al gobernador del Banco de España y la vicepresidencia al director de la Real Academia Española. Las vocalías corresponden a otros académicos, presidentes de las comunidades autónomas y de empresas privadas, como socios fundadores.

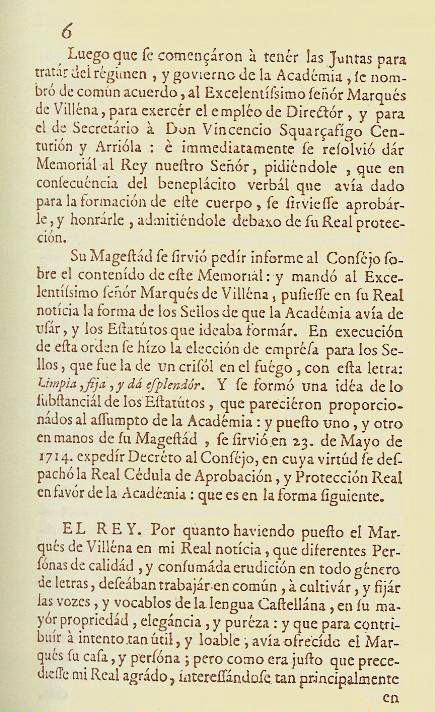
Facsímil de una página de la primera edición de los estatutos de la RAE (1715).

En los últimos estatutos aprobados en 1993, se consideró necesario supeditar el antiguo lema fundacional —«Limpia, fija y da esplendor»— al objetivo superior de trabajar al servicio de la unidad idiomática. El artículo primero establece, en tal sentido, que la Academia «tiene como misión principal velar por que los cambios que experimente la lengua española en su constante adaptación a las necesidades de sus hablantes no quiebren la esencial unidad que mantiene en todo el ámbito hispánico». De esa forma quedaba sancionado un compromiso que la Academia había asumido ya desde el siglo XIX.
La Fundación está abierta a la participación de particulares mediante la correspondiente cuota económica, miembros benefactores, y entre las actividades subvencionadas se encuentran la realización del banco de datos, el Diccionario del estudiante, el Diccionario panhispánico de dudas, la Gramática normativa y otras obras en proyecto o desarrollo como el CORPES (Corpus del Español del Siglo XXI) o el Diccionario histórico.

## Objetivos
El artículo primero de los estatutos de la RAE dice:

[...] tiene como misión principal velar por que los cambios que experimente la Lengua Española en su constante adaptación a las necesidades de sus hablantes no quiebren la esencial unidad que mantiene en todo el ámbito hispánico. Debe cuidar igualmente de que esta evolución conserve el genio propio de la lengua, tal como ha ido consolidándose con el correr de los siglos, así como de establecer y difundir los criterios de propiedad y corrección, y de contribuir a su esplendor. Para alcanzar dichos fines, estudiará e impulsará los estudios sobre la historia y sobre el presente del español, divulgará los escritos literarios, especialmente clásicos, y no literarios, que juzgue importantes para el conocimiento de tales cuestiones, y procurará mantener vivo el recuerdo de quienes, en España o en América, han cultivado con gloria nuestra lengua. Como miembro de la Asociación de Academias de la Lengua Española, mantendrá especial relación con las Academias Correspondientes y Asociadas.

## Académicos de número
Los 46 miembros de número de la Real Academia Española son elegidos por cooptación por el resto de los académicos. Las plazas de académico de número se denominan «sillas», que tradicionalmente se han distribuido de acuerdo a letras del alfabeto latino de uso para el castellano, tanto mayúsculas como minúsculas (excepción hecha de las plazas de las secciones especiales o regionales). De acuerdo a una norma de respeto, la provisión de la plaza para un nuevo académico se inicia a partir del sexto mes desde el fallecimiento del anterior ocupante de la silla correspondiente.
Los académicos de número actualmente son:
| Silla | Académico                     | Fecha de ingreso                           | Ocupación                                                               | Año de nacimiento | Lugar de nacimiento               | Notas                                                                             |
| ----- | ----------------------------- | ------------------------------------------ | ----------------------------------------------------------------------- | ----------------- | --------------------------------- | --------------------------------------------------------------------------------- |
| A     | Pedro Manuel Cátedra          | 2024                                       | Medievalista, historiador del libro y de la lectura y crítico literario | 1954              | Las Gabias, Granada               | —                                                                                 |
| a     | Pedro García Barreno          | 2006                                       | Médico y ensayista                                                      | 1943              | Madrid                            | Secretario de la RAE                                                              |
| B     | Aurora Egido                  | 2014                                       | Filóloga                                                                | 1946              | Molina de Aragón, Guadalajara     | —                                                                                 |
| b     | Miguel Sáenz                  | 2013                                       | Traductor y jurista                                                     | 1932              | Larache, Marruecos                | Vicesecretario de la RAE                                                          |
| C     | Luis Goytisolo                | 1995                                       | Escritor                                                                | 1935              | Barcelona                         | —                                                                                 |
| c     | Víctor García de la Concha    | 1992                                       | Historiador de la Literatura                                            | 1934              | Villaviciosa, Asturias            | Director honorario                                                                |
| D     | Darío Villanueva              | 2008                                       | Filólogo y crítico literario                                            | 1950              | Villalba, Lugo                    | —                                                                                 |
| d     | Dolores Corbella              | 2023                                       | Filóloga                                                                | 1959              | Santa Cruz de Tenerife            | —                                                                                 |
| E     | Carmen Iglesias               | 2002                                       | Historiadora                                                            | 1942              | Madrid                            | —                                                                                 |
| e     | Juan Gil Fernández            | 2011                                       | Latinista y medievalista                                                | 1939              | Madrid                            | —                                                                                 |
| F     | Manuel Gutiérrez Aragón       | 2016                                       | Cineasta y escritor                                                     | 1942              | Torrelavega, Cantabria            | Primer vocal adjunto                                                              |
| f     | José B. Terceiro              | 2012                                       | Economista                                                              | 1943              | Santiago de Compostela, La Coruña | —                                                                                 |
| G     | José Manuel Sánchez Ron       | 2003                                       | Físico e historiador de la ciencia                                      | 1949              | Madrid                            | Vicedirector de la RAE                                                            |
| g     | Soledad Puértolas             | 2010                                       | Escritora                                                               | 1947              | Zaragoza                          | —                                                                                 |
| H     | Félix de Azúa                 | 2016                                       | Escritor                                                                | 1944              | Barcelona                         | —                                                                                 |
| h     | José Manuel Blecua Perdices   | 2006                                       | Filólogo                                                                | 1939              | Zaragoza                          | —                                                                                 |
| I     | Luis Mateo Díez               | 2001                                       | Escritor                                                                | 1942              | Villablino, León                  | —                                                                                 |
| i     | Paloma Díaz-Mas               | 2022                                       | Filóloga y escritora                                                    | 1954              | Madrid                            | —                                                                                 |
| J     | Carlos García Gual            | 2019                                       | Filólogo, helenista y traductor                                         | 1943              | Palma de Mallorca                 | —                                                                                 |
| j     | Álvaro Pombo                  | 2004                                       | Escritor                                                                | 1939              | Santander, Cantabria              | —                                                                                 |
| K     | José María Bermúdez de Castro | 2022                                       | Paleoantropólogo y biólogo                                              | 1952              | Madrid                            | —                                                                                 |
| k     | José Antonio Pascual          | 2002                                       | Lingüista                                                               | 1942              | Monleras, Salamanca               | —                                                                                 |
| L     | —                             | —                                          | —                                                                       | —                 | —                                 | Silla vacante tras el fallecimiento de Mario Vargas Llosa (13 de abril de 2025)   |
| l     | Emilio Lledó                  | 1994                                       | Filósofo                                                                | 1927              | Sevilla                           | —                                                                                 |
| M     | Juan Mayorga                  | 2019                                       | Dramaturgo                                                              | 1965              | Madrid                            | Tesorero                                                                          |
| m     | José María Merino             | 2009                                       | Escritor                                                                | 1941              | La Coruña                         | Censor                                                                            |
| N     | Guillermo Rojo                | 2001                                       | Lingüista                                                               | 1947              | La Coruña                         | —                                                                                 |
| n     | Carme Riera                   | 2013                                       | Escritora y catedrática de literatura                                   | 1948              | Palma de Mallorca                 | —                                                                                 |
| ñ     | Luis María Anson              | 1998                                       | Periodista y empresario                                                 | 1935              | Madrid                            | —                                                                                 |
| O     | Pere Gimferrer                | 1985                                       | Poeta, ensayista y traductor                                            | 1945              | Barcelona                         | —                                                                                 |
| o     | —                             | —                                          | —                                                                       | —                 | —                                 | Silla vacante tras el fallecimiento de Antonio Fernández Alba (7 de mayo de 2024) |
| P     | Inés Fernández-Ordóñez        | 2011                                       | Filóloga                                                                | 1961              | Madrid                            | —                                                                                 |
| p     | Cristina Sánchez López        | no ha leído el discurso de ingreso todavía | Filóloga                                                                | 1966              | Madrid                            | elegida el 27 de marzo de 2025                                                    |
| Q     | Pedro Álvarez de Miranda      | 2011                                       | Filólogo y lexicógrafo                                                  | 1953              | Roma, Italia                      | Bibliotecario                                                                     |
| q     | Asunción Gómez-Pérez          | 2023                                       | Experta en inteligencia artificial y lenguaje                           | 1967              | Azuaga, Badajoz                   | —                                                                                 |
| R     | Javier Cercas                 | 2024                                       | Escritor                                                                | 1962              | Ibahernando, Cáceres              | —                                                                                 |
| r     | Santiago Muñoz Machado        | 2013                                       | Jurista                                                                 | 1949              | Pozoblanco, Córdoba               | Director de la RAE                                                                |
| S     | Salvador Gutiérrez Ordóñez    | 2008                                       | Lingüista                                                               | 1948              | Bimenes, Asturias                 | —                                                                                 |
| s     | Paz Battaner                  | 2017                                       | Filóloga y lexicógrafa                                                  | 1938              | Salamanca                         | Segunda vocal adjunta                                                             |
| T     | Arturo Pérez-Reverte          | 2003                                       | Escritor y periodista                                                   | 1951              | Cartagena, Murcia                 | —                                                                                 |
| t     | Ignacio Bosque                | 1997                                       | Lingüista                                                               | 1951              | Hellín, Albacete                  | —                                                                                 |
| U     | Clara Janés                   | 2016                                       | Poetisa y traductora                                                    | 1940              | Barcelona                         | —                                                                                 |
| u     | Antonio Muñoz Molina          | 1996                                       | Escritor                                                                | 1956              | Úbeda, Jaén                       | —                                                                                 |
| V     | Juan Luis Cebrián             | 1997                                       | Periodista, escritor y empresario                                       | 1944              | Madrid                            | —                                                                                 |
| X     | Clara Sánchez                 | 2023                                       | Escritora, filóloga y especialista                                      | 1955              | Guadalajara                       | —                                                                                 |
| Z     | José Luis Gómez               | 2014                                       | Director teatral y actor                                                | 1940              | Huelva                            | —                                                                                 |

### Académicos destacados del pasado
- Juan Manuel Fernández Pacheco (1713-1725), fundador y primer director de la RAE.
- Gaspar Melchor de Jovellanos (1783-1811)
- Duque de Rivas (1847-1865)
- Ramón Mesonero Romanos (1847-1882)
- Rafael María Baralt (1853-1860). Primer hispanoamericano en ser elegido académico.
- Juan Valera (1862-1905)
- Antonio Cánovas del Castillo (1867-1897)
- Louis Viardot, hispanista francés
- Pedro Antonio de Alarcón (1877-1891)
- Marcelino Menéndez Pelayo (1880-1912)
- José Zorrilla (1885-1893. Fue nombrado inicialmente en 1849 pero no tomó posesión)
- Fray Ceferino González y Díaz Tuñón (1893-1894), filósofo y Cardenal de Sevilla.
- José de Echegaray (1894-1916). Premio Nobel de Literatura en 1904.
- Benito Pérez Galdós (1897-1920)
- Ramón Menéndez Pidal (1902-1968), fue director de la RAE en dos ocasiones.
- Carmen Conde (1979-1996)
- José Martínez Ruiz, Azorín (1924-1967)
- Eduardo Marquina (1931-1946)
- Julio Casares (1931-1964)
- Gregorio Marañón (1934-1960)
- Santiago Ramón y Cajal (1934. No tomó posesión). Premio Nobel de Medicina en 1906.
- Pío Baroja (1935-1956)
- Ramiro de Maeztu (1935-1936)
- Blas Cabrera (1936-1945)
- Manuel Machado (1936-1947)
- Miguel de Unamuno (1936. No tomó posesión)
- José María Pemán (1939-1981)
- Antonio Machado (1927. No tomó posesión)
- Wenceslao Fernández Flórez (1945-1964)
- Dámaso Alonso (1948-1990), fue director de la RAE. Premio Cervantes en 1978.
- Gerardo Diego (1948-1987). Premio Cervantes en 1979.
- Vicente Aleixandre (1950-1984). Premio Nobel de Literatura en 1977.
- Melchor Fernández Almagro (1951-1966)
- Pedro Laín Entralgo (1954-2001), fue director de la RAE. Premio Príncipe de Asturias de Comunicación y Humanidades en 1989.
- Rafael Lapesa (1954-2001)
- Jacinto Benavente (1954. No tomó posesión). Premio Nobel de Literatura en 1922
- Camilo José Cela (1957-2002). Premio Nobel de Literatura en 1989 y Premio Cervantes en 1995.
- Ramón Pérez de Ayala (1962. No tomó posesión)
- Luis Rosales (1964-1992). Premio Cervantes en 1982.
- Julián Marías (1965-2005)
- Martín de Riquer (1965-2013)
- Alonso Zamora Vicente (1967-2006), fue secretario perpetuo de la RAE.
- Antonio Buero Vallejo (1972-2000). Premio Cervantes en 1986.
- Fernando Lázaro Carreter (1972-2004), fue director de la RAE.
- Emilio Alarcos Llorach (1973-1998)
- Torcuato Luca de Tena (1973-1999)
- Miguel Delibes (1975-2010). Premio Cervantes en 1993.
- Manuel Alvar (1975-2001), fue director de la RAE.
- Salvador de Madariaga (1976-1978. Electo en 1936, efectuó el ingreso tras su exilio).
- Gonzalo Torrente Ballester (1977-1999). Premio Cervantes en 1985.
- Miguel Mihura (1977. No tomó posesión)
- Jorge Guillén (1978-1984). Premio Cervantes en 1976.
- Carmen Conde (1979-1996). Primera mujer en ser elegida académica en la RAE.
- Carlos Bousoño (1980-2015)
- José García Nieto (1983-2001). Premio Cervantes en 1996.
- Francisco Ayala (1984-2009). Premio Cervantes en 1991.
- Francisco Rico (1987-2024)
- José Luis Sampedro (1991-2013)
- Claudio Rodríguez (1992-1999)
- Mario Vargas Llosa (1996-2025). Premio Cervantes en 1994.
- Ángel González (1997-2008)
- Ana María Matute (1998-2014). Premio Cervantes en 2010.
- Fernando Fernán Gómez (2000-2007)
- José Hierro (2002. No tomó posesión). Premio Cervantes en 1998.
- Javier Marías (2008-2022)

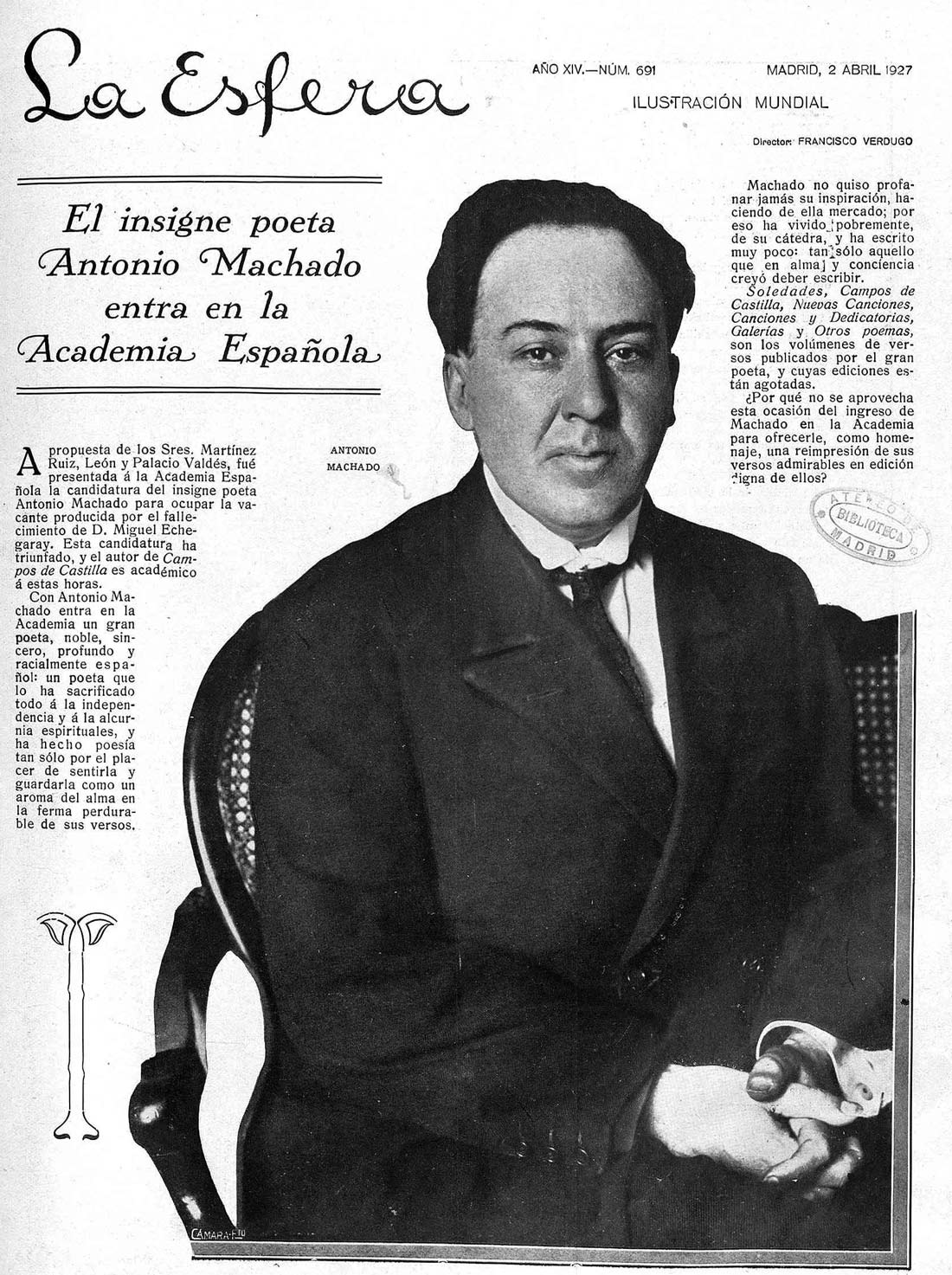
Portada de la revista ilustrada La Esfera del 2 de abril de 1927. Noticia de la elección de Antonio Machado como miembro de la Real Academia Española (uno de los pocos que ni pronunció discurso ni usó la silla).

Como dato significativo, el único de los cuatro Premios Nobel de Literatura español que no ingresó como académico en la RAE fue Juan Ramón Jiménez (galardonado en octubre de 1956 y fallecido un año y medio después, el 29 de mayo de 1958).

### Presencia de la mujer en la RAE
En 1784, tal vez por presiones de la Corte, María Isidra de Guzmán y de la Cerda fue admitida como Académica honoraria.
En 1853 Gertrudis Gómez de Avellaneda solicitó su ingreso, lo que planteó un largo debate tras el cual se tomó el acuerdo de no aceptar mujeres como académicas de número, resolución que la Academia utilizó hasta principios del siglo XX y que le valdría la consideración de antifeminista. En 1912 la petición de Emilia Pardo Bazán fue rechazada, a pesar de los apoyos de diferentes instituciones, en virtud del acuerdo de 1853.
La candidatura de Concha Espina fue igualmente rechazada en dos ocasiones (1928 y 1930), si bien en 1928 la Academia admite la de Blanca de los Ríos, candidatura que llegó a someterse a votación aunque no resultó elegida. También fue aceptada y sometida a votación la candidatura de María Moliner en 1972, aunque en esta ocasión la votación fue ganada por amplia mayoría por el lingüista Emilio Alarcos Llorach.
En 1978, casi trescientos años después de su fundación, fue aceptada la presencia femenina en la Real Academia, siendo Carmen Conde la primera mujer que ejerció como Académica de número, ocupando la silla K. Al ingreso de esta escritora se han sucedido los de otras mujeres de reconocido prestigio en el mundo de las letras, como Elena Quiroga de Abarca (1983), Ana María Matute (1998), María del Carmen Iglesias Cano (2002), Margarita Salas (2003), Soledad Puértolas (2010), Inés Fernández-Ordóñez (2011), Carme Riera (2013), Aurora Egido (2014), Clara Janés (2016), Paz Battaner (2017), Paloma Díaz-Mas (2022), Dolores Corbella (2023), Asunción Gómez-Pérez (2023), Clara Sánchez (2023) y Cristina Sánchez López (electa en 2025). Actualmente hay once mujeres académicas.

## Organización y funcionamiento
Según sus estatutos, la RAE está compuesta por los siguientes miembros:
- Académicos de número (46 en total)
- Académicos correspondientes españoles (hasta un máximo de 60)
- Académicos correspondientes extranjeros
- Académicos de número de las academias americanas (que por derecho son académicos correspondientes)
- Académicos honorarios.

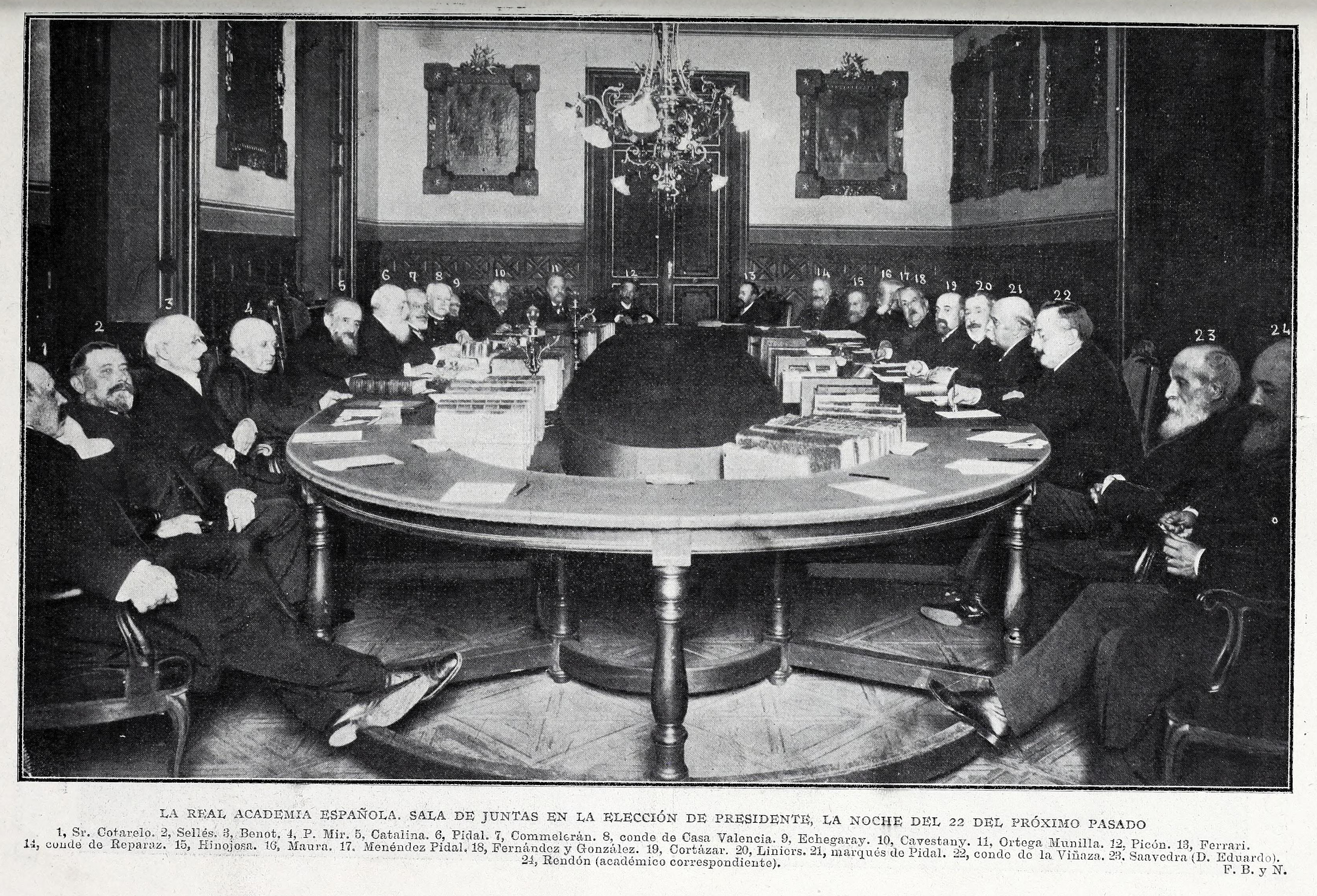
Sala de juntas de la Real Academia Española. Elección de nuevo presidente el 22 de noviembre de 1906 en el que salió investido Alejandro Pidal y Mon (n.º 6 en la fotografía).

Una Junta de Gobierno rige la Academia y supervisa todos los asuntos relativos a su buena operación, tanto en lo relacionado con su funcionamiento interno como con sus relaciones con los organismos del estado, y las demás Academias. Esta junta la preside el director de la Academia y está constituida por el vicedirector, el secretario, el censor, el bibliotecario, el tesorero, el vicesecretario y dos vocales adjuntos. Todos estos cargos son electivos y, a excepción de los vocales, que se eligen cada dos años, pueden ejercerse durante cuatro años, prorrogables solo una vez.
La Academia funciona en Pleno y en Comisiones que se reúnen semanalmente. Las Comisiones tienen la misión de elaborar las propuestas que posteriormente examinará el Pleno para decidir sobre su aprobación. En la actualidad existen las siguientes comisiones: Delegada del Pleno y para el Diccionario, Instituto de Lexicografía, Diccionario Histórico de la Lengua Española, Publicaciones y Boletín, Armonización de las Obras Académicas, Armonización de Terminología Lingüística, Comisión Conservadora de la Casa Museo Lope de Vega, Comisión para el III Centenario de la RAE, Ciencias Sociales, Vocabulario Científico y Técnico, Ciencias Humanas, Cultura I y Cultura II.
El Pleno, formado por todos los académicos, se reúne durante el curso académico los jueves por la tarde. Una vez aprobada las actas de la sesión anterior y de debatir cualquier tema general, los asistentes presentan enmiendas y adiciones al Diccionario. Acto seguido se examinan las propuestas formuladas por las diversas Comisiones. Las resoluciones, en el caso de que se produzca disparidad de criterio, se adoptan mediante votación.
Al servicio de los trabajos que la Academia desarrolla en Pleno o en Comisiones, funciona el Instituto de Lexicografía, integrado por filólogos y lexicógrafos que realizan las tareas de apoyo para la elaboración de los diccionarios académicos.
El 16 de abril de 2020 la Academia celebró el primer pleno virtual de su historia ante la prolongación de las medidas de confinamiento con motivo del estado de alarma provocado por el coronavirus.

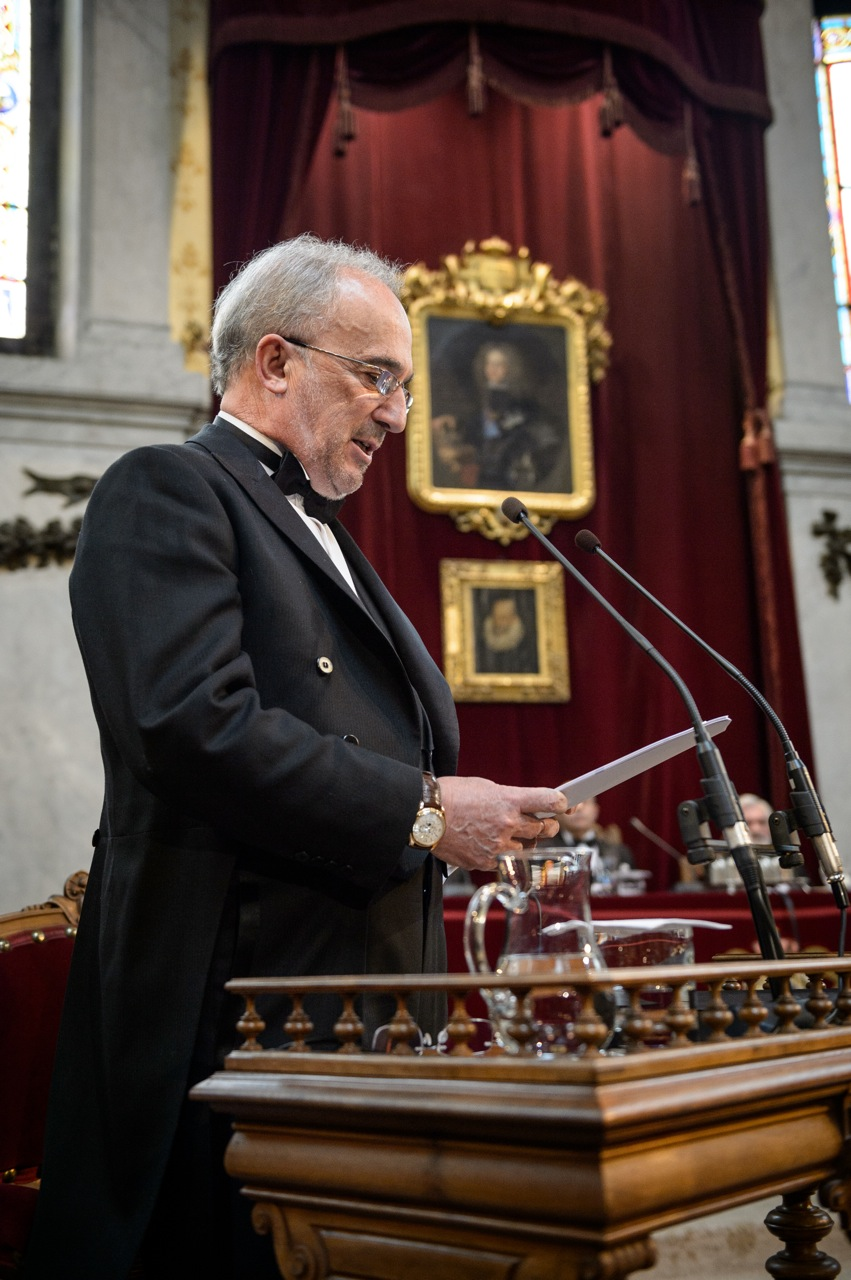
Santiago Muñoz Machado, director desde 2018.

### Directores de la RAE
Desde su creación la RAE ha tenido treinta directores. También hubo algunos casos de directores temporales, como Vicente García de Diego, director accidental (1965-1968), y Rafael Lapesa, director interino (1988).
El cargo de director de la Real Academia Española conlleva el cargo de presidente de la Asociación de Academias de la Lengua Española (ASALE).
- Juan Manuel Fernández Pacheco (1713)
- Mercurio Antonio López Pacheco (1725)
- Andrés Fernández Pacheco (1738)
- Juan Pablo López Pacheco (1746)
- José de Carvajal y Lancáster (1751)
- Fernando de Silva Álvarez de Toledo (1754)
- José Bazán de Silva y Sarmiento (1776)
- Pedro de Silva y Sarmiento de Alagón (1802)
- Ramón Cabrera y Rubio (1814)
- José Miguel de Carvajal (1814)
- José Gabriel de Silva Bazán (1828)
- Francisco Martínez de la Rosa (1839)
- Ángel Saavedra, duque de Rivas (1862)
- Mariano Roca de Togores (1865)
- Juan de la Pezuela y Ceballos (1875)
- Alejandro Pidal y Mon (1906)
- Antonio Maura y Montaner (1913)
- Ramón Menéndez Pidal (1926), primer mandato
- José María Pemán y Pemartín (1939), primer mand.
- Francisco Rodríguez Marín (1940)
- Miguel Asín Palacios (1943)
- José María Pemán y Pemartín (1944), segundo mand.
- Ramón Menéndez Pidal (1947), segundo mandato
- Dámaso Alonso (1968)
- Pedro Laín Entralgo (1982)
- Rafael Lapesa (1987)
- Manuel Alvar López (1988)
- Fernando Lázaro Carreter (1991)
- Víctor García de la Concha (1998)
- José Manuel Blecua Perdices (2010)
- Darío Villanueva (2014)
- Santiago Muñoz Machado (2018)

## Publicaciones de la RAE

Tomo V de la edición del Diccionario de la lengua castellana (1737).

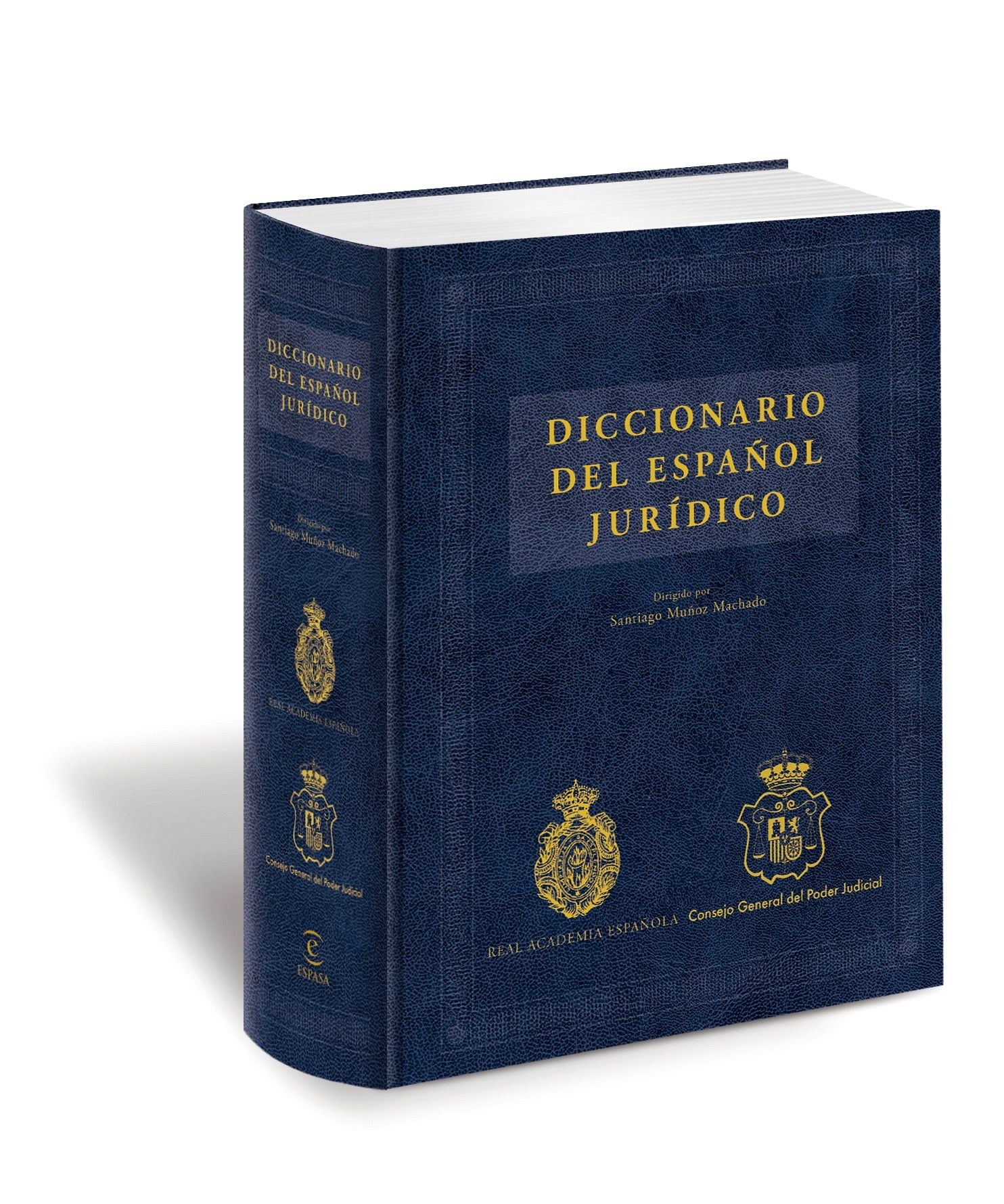
Diccionario del español jurídico (2016).

Publicaciones conjuntas de la RAE y la Asociación de Academias de la Lengua Española (integrada por las veinticuatro academias de la lengua española existentes en el mundo).

### Diccionarios
- Diccionario de la lengua española (DLE)[35] (1.ª edición: 1780, 23.ª edición: 2014); un volumen de 2376 páginas (cuenta con 93 111 entradas y 195 439 acepciones —de estas, 18 712 son americanismos—).[36] Hasta la cuarta edición (1803) llevó el título de Diccionario de la lengua castellano, a partir de la quinta (1817) y hasta la decimocuarta (1914), fue Diccionario de la lengua castellana por la Real Academia Española. En la decimoquinta edición (1925) se cambió la denominación lengua castellana por lengua española,[37][38] título que se mantiene hasta la edición más reciente. La edición de 1914 y las anteriores se encuentran en dominio público. La última edición con todas sus actualizaciones se puede consultar de forma íntegra en internet en la web https://dle.rae.es/?w=diccionario.

- Diccionario esencial de la lengua española (2006): un volumen de 1660 páginas que cuenta con 55 000 acepciones. Es una obra resumida que hizo de puente entre la 22.ª y la 23.ª edición.

- Diccionario histórico de la lengua española (desde 2005).
- Diccionario panhispánico de dudas (DPD) (2005): un volumen de 834 páginas. Obra que tiene el propósito de resolver las dudas relacionadas con el uso del idioma español en toda la comunidad hispanohablante. Está disponible en línea en el sitio de la RAE.
- Diccionario de americanismos (DA) (2010): un volumen de 2400 páginas (cuenta con 70 000 entradas y 120 000 acepciones). Es un repositorio léxico específicamente destinado a recoger palabras propias del español hablado en América.
- Diccionario panhispánico del español jurídico (DEJ) (2016): un volumen de 1669 páginas (cuenta con 30 000 entradas). Obra realizada en colaboración con el Consejo General del Poder Judicial (CGPJ) de España.[39] Se puede consultar de forma íntegra en internet en la web https://dpej.rae.es/
- Diccionario del estudiante (1.ª edición: 2005, 2.ª edición: 2011): un volumen de 1544 páginas (cuenta con 40 000 entradas). Obra dirigida a alumnos de secundaria y bachillerato. Sustituye al Diccionario escolar de la RAE (1996).

- Diccionario práctico del estudiante (1.ª edición: 2007, 2.ª edición: 2012): un volumen de 852 páginas (cuenta con 30 000 entradas). Adaptación para Hispanoamérica del Diccionario del estudiante. Obra a la venta solo en el continente americano.

### Gramática
- Publicado en tres versiones diferentes según la extensión:

1. Nueva gramática. Edición completa (2009 y 2011): 3 volúmenes que suman 4808 páginas. Tomos 1 y 2: Morfología y Sintaxis (en 2009); Tomo 3: Fonética y Fonología, junto con el DVD Las voces del español (en 2011).
2. Manual de la Nueva gramática (2010): un volumen de 750 páginas.
3. Nueva gramática básica (2011): en formato bolsillo de 326 páginas.

- La RAE también publicó otras dos gramáticas no institucionales:

- Gramática de la lengua española (del académico de la RAE Emilio Alarcos Llorach, 1994).
- Gramática descriptiva de la lengua española (3 volúmenes, dirigida por Ignacio Bosque y Violeta Demonte, 1999).

### Ortografía
- Ortografía de la lengua española (1.ª edición: 1741, última edición: 2010).[40] Desde 1999, es una obra ortográfica panhispánica y reemplaza a las Nuevas normas de prosodia y ortografía de 1959 y a la anterior edición académica de 1999.  La primera edición de esta obra se encuentra en el dominio público.

- Publicado en tres versiones diferentes según la extensión:

1. Ortografía. Edición completa (2010): un volumen de 864 páginas.
2. Ortografía básica (2012): en formato bolsillo de 252 páginas.
3. Ortografía escolar (2013): en formato cartilla de 64 páginas.

- El buen uso del español (2013):[41] un volumen de 560 páginas. Es una obra de norma lingüística destinado a resolver dudas e incertidumbres gramaticales y ortográficas.
- Libro de estilo de la lengua española (2018): un volumen de 568 páginas. Es un libro de estilo de la lengua española según la norma panhispánica.

### Otras publicaciones
- Diccionario de autoridades (título original: Diccionario de la lengua castellana, en que se explica el verdadero sentido de las voces, su naturaleza y calidad, con las phrases o motivos de hablar, los proverbios o refranes y otras cosas convenientes del uso de la lengua, 6 vols., 1726-1739). Hay una edición facsímil de 2013, en conmemoración del tercer centenario de la institución.[nota 3]  La primera edición de esta obra se encuentra en el dominio público.

- Nuevo tesoro lexicográfico de la lengua española (NTLLE) (2 DVD, 2001), base de datos digital de 50 diccionarios de la lengua española desde el de Antonio de Nebrija (1495) hasta el Diccionario académico de 1992, y que incluye todos los publicados por la RAE hasta entonces. Es la primera publicación académica en DVD publicada en el mundo. Su versión es accesible desde la web de la RAE: NTLLE Archivado el 19 de septiembre de 2014 en Wayback Machine..
  - No debe confundirse con la obra Nuevo tesoro lexicográfico del español (s. XIV-1726) [11 vols., 2007], de Lidio Nieto Jiménez y Manuel Alvar Ezquerra, que refleja la historia de las palabras a través de todos los diccionarios, glosarios y repertorios desde el siglo XIV hasta 1726, fecha en que se publicó el Diccionario de autoridades de la RAE.
- Léxico hispánico primitivo. Siglos VIII-XII (primer volumen: 1976, incompleto). Glosario del primitivo léxico iberorrománico. Realizado por Ramón Menéndez Pidal y Rafael Lapesa.
- Diccionario manual e ilustrado de la lengua española (1.ª edición: 1927, 4.ª edición: 1989).
- Boletín de la Real Academia Española (desde 1914).

### Proyectos actuales
- Nuevo diccionario histórico del español (NDHE). En fase de desarrollo. Sustituirá al Diccionario histórico de la lengua española (primer volumen de 1933-1936, incompleto) y al Diccionario histórico (redactado entre 1960 y 1996). Utilizará como base el Nuevo tesoro lexicográfico del español (s. XIV-1726) y el Diccionario de autoridades. Presentará de modo organizado la evolución del léxico español a lo largo del tiempo.

### Biblioteca Clásica de la RAE
- La Biblioteca Clásica de la Real Academia Española presenta, en 111 volúmenes, las obras fundamentales de la literatura española e hispanoamericana hasta finales del siglo XIX en ediciones críticas, anotadas y prologadas. La primera obra publicada en esta colección, iniciada en 2011, fue el Cantar de mio Cid, y cada año se publican nuevos títulos. Véase el listado completo de obras aquí.

### Ediciones conmemorativas
Todas las obras son publicadas por la RAE y la ASALE.
- Don Quijote de la Mancha (1605), de Miguel de Cervantes. Publicada en 2004 con motivo del IV centenario de su publicación y reeditada en 2015 por el IV centenario de la muerte del autor.
- Cien años de soledad (1967), de Gabriel García Márquez. Publicada en 2007 con motivo del 40.º aniversario de su publicación y del 80.º cumpleaños del autor.
- La región más transparente (1958), de Carlos Fuentes. Publicada en 2008 con motivo del 50.º aniversario de su publicación y del 80.º cumpleaños del autor.
- Pablo Neruda. Antología general, de Pablo Neruda. Publicada en 2010 con motivo del V Congreso Internacional de la Lengua Española no celebrado finalmente en Chile debido al terremoto.
- Gabriela Mistral en verso y prosa, de Gabriela Mistral. Publicada en 2010, también con motivo del V Congreso Internacional de la Lengua Española.
- La ciudad y los perros (1963), de Mario Vargas Llosa. Publicada en 2012 con motivo del 50.º aniversario de la publicación de una obra «fundamental del boom latinoamericano», como afirmó la RAE en un comunicado.
- Rubén Darío. Del símbolo a la realidad, de Rubén Darío. Publicada en 2016 con motivo del centenario de la muerte del autor y coincidiendo con el VII Congreso Internacional de la Lengua Española.
- La colmena (1951), de Camilo José Cela. Publicada en 2016 con motivo del centenario del nacimiento del autor.
- Borges esencial, de Jorge Luis Borges. Publicada en 2016 con motivo de los 30 años del fallecimiento del autor.
- Yo el Supremo (1974), de Augusto Roa Bastos. Publicada en 2017 con motivo del centenario del nacimiento del autor.
- Rayuela (1963), de Julio Cortázar. Publicada en 2019, en el marco del III Congreso Internacional de la Lengua Española en Córdoba, Argentina.
- El Señor Presidente (1946), de Miguel Ángel Asturias. Publicada en 2020.
- Martí en su siglo. Una antología, de José Martí. Publicada en 2021.
- Los ríos profundos, de José María Arguedas. Publicada en 2023.
- Corrientes alternas. Antología de verso y prosa, de Octavio Paz. Publicada en 2024.
- La vida breve, de Juan Carlos Onetti. Publicada en 2024.

### Colección Tercer Centenario
Son ediciones especiales de obras de autores españoles de los siglos XIX y XX que conmemoran los 300 años de la institución. La colección se inició con La busca, de Pío Baroja, y Misericordia, de Benito Pérez-Galdós.

### Revistas
La RAE edita dos revistas en formato digital y acceso abierto:
- Boletín de la Real Academia Española (BRAE): Revista científica, semestral y de acceso abierto especializada en temas de literatura y lingüística hispánicas.[45]
- Boletín de Información Lingüística de la Real Academia Española (BILRAE): Revista de acceso libre sobre temas de normatividad lingüística.[46]

### Obras sobre la RAE
- Historia de la Real Academia Española (1999), de Alonso Zamora Vicente.
- La Real Academia Española. Vida e historia (2014), de Víctor García de la Concha.
- Al pie de la letra. Geografía fantástica del alfabeto español (1.ª ed. 2001, 2ª ed. 2007, y 3ª ed. 2014). Obra en la que distintos académicos rinden homenaje a las letras del alfabeto que designan sus plazas en la corporación.
- Discursos académicos. Pedro Álvarez de Miranda dirige la edición de 12 discursos de ingreso de académicos de los siglos XIX y XX. Se incluye las conmemoraciones del Tercer Centenario y están publicadas por Biblioteca Nueva.[47]

## Premio Real Academia Española
El «Premio Real Academia Española» es un galardón literario entregado por la Real Academia Española desde el 2004, con periodicidad anual, alternando entre las categorías de creación literaria e investigación filológica.

### Redes sociales
- Cuenta oficial de la RAE en Twitter.
- Canal oficial de la RAE en YouTube.
- Página oficial de la RAE en Facebook.
- Página oficial de la RAE en Instagram.
- Cuenta oficial de la RAE en Flickr.

- Datos: Q11993457
- Multimedia: Real Academia Española / Q11993457
- Citas célebres: Real Academia Española
- Textos: Portal:Real Academia Española